# Plymouth (New Hampshire, statisztikai település)
Plymouth statisztikai település az USA New Hampshire államában, Grafton megyében. Lakosainak száma 4730 fő (2020. április 1.).

## Népesség
A település népességének változása:

| 2010 | 4 456 |
| 2020 | 4 730 |